# Bracheliopsis geniseta
Bracheliopsis geniseta är en tvåvingeart som beskrevs av Fritz Isidore van Emden 1960. Bracheliopsis geniseta ingår i släktet Bracheliopsis och familjen parasitflugor.
Artens utbredningsområde är Kenya. Inga underarter finns listade i Catalogue of Life.